# Ninibeth Leal
Ninibeth Beatriz Leal Jiménez (Maracaibo, 26 novembre 1971) è una modella e attrice venezuelana, vincitrice del concorso di bellezza Miss Mondo nel 1991.

## Biografia
Ex Miss Mondo Venezuela 1991, Ninibeth Leal è stata incoronata quarantunesima Miss Mondo a venti anni, il 28 dicembre 1991 presso il Georgia World Congress Center di Atlanta, ricevendo la corona dalla Miss Mondo uscente, la statunitense Gina Tolleson. È stata la terza Miss Mondo venezuelana dopo Carmen Josefina "Pilin" Leon Crespo nel 1981 e Astrid Carolina Herrera Irrazábal nel 1984.
Dopo l'anno di regno, Ninibeth Leal ha intrapreso brevemente la carriera di attrice, partecipando anche in un piccolo ruolo nel film venezuelano Rosa de Francia del 1995. In seguito ha sposato un modello australiano, Travers Beynon, dal quale ha avuto due figli Lucciana e Valentino, e si è trasferita a vivere in Australia.

## Filmografia
- Rosa de Francia, regia di César Bolívar (1995)